# سبيكة الغاليوم والبلوتونيوم
سبيكة الغاليوم والبلوتونيوم هي سبيكة مكونة من عنصري الغاليوم والبلوتونيوم وتستخدم بشكل أساسي في الأسلحة النووية، وكانت قد طورت أثناء العمل بمشروع مانهاتن.
تتميز هذه السبيكة بعدد من المواصفات والمحاسن، منها:
- أنها سبيكة مستقرة في مجال درجات حرارة بين −75 و 475 °س
- التمدد الحراري ضئيل جداً
- لا يمكن أن اتتآكل بسهولة
- سهولة القولبة والصب.